# 232-га танкова дивізія (Третій Рейх)
232-га танкова дивізія (нім. 233. Reserve-Panzer-Division; до 21 лютого 1945 року танкова дивізія «Татра» (нім. Panzer-Division Tatra)) — танкова дивізія вермахту у Другій світовій війні.

## Історія
Влітку 1944 року виникла небезпека, що словаки підтримають радянські війська, які наступали. Тому в Словаччину були стягнуті моторизовані частини з різних районів Рейху: Австрії, Фрідберга, Нейссе, Гляйвіца, Герліц, з яких була сформована танкова дивізія «Татра». У цей танковий батальйон увійшли 28 танків PzKpfw III і PzKpfw IV, 3 «Тигра». Незабаром почалося повстання, на придушення якого дивізія брала активну участь, в тому числі штурмуючи Братиславу. Після боїв дивізія продовжила навчання особового складу та отримала приставку «навчальна». Узимку «Татра» отримала ще декілька підрозділів, у тому числі з 178-ї запасної танкової дивізії. 21 лютого 1945 року дивізія була перейменована у 232-гу танкову; 82-га і 85-та навчальні танкові гренадерські полки стали 101-м та 102-м танковими гренадерськими відповідно. Дивізія перейшла в підпорядкування групи армій «Південь», і в березні була розбита в ході боїв у Раби.

## Командувачі
- Генерал-лейтенант Фрідріх-Вільгельм фон Лепер (серпень — 31 грудня 1944)
- Генерал-майор Ганс-Ульріх Бак (1 січня — березень 1945)

## Бойовий склад
- Танковий батальйон «Татра»
- 1-ша рота 4-го навчального танкового батальйону
- 82-й навчальний танковий гренадерський полк
- 85-й навчальний танковий гренадерський полк
- 1-ша батарея 8-го навчального дивізіону винищувачів танків
- Артилерійський дивізіон «Татра»
- 89-й навчальний танковий саперний батальйон
- 2-га рота 482-го навчального піхотного батальйону